# Бульвар страха
«Бульвар страха» (англ. Rosewood Lane) — американский фильм ужасов режиссёра Виктора Сальвы.
Премьера фильма состоялась 14 октября 2011 года.

## Сюжет
Психиатр Сонни Блейк, ведущая собственное радиошоу, возвращается в дом, где провела своё детство, после смерти отца-алкоголика. Прогуливаясь по старому району, она встречает местного газетчика, странного социопата, который донимал её отца, а теперь решил взяться за неё. Он начинает названивать ей и рассказывать в трубку жуткие детские стишки. Неожиданно она понимает, что это больше не игра, и если она хочет выжить, ей следует пересмотреть свои взгляды на жизнь.

## В ролях
- Роуз МакГоуэн — Сонни Блэйк
- Дениэль Рос Оуэнс — Дерек Барбер/Разносчик газет
- Лорен Велес — Паула Криншоу
- Сонни Маринэлли — Баррет Танер
- Лесли-Энн Даун — Хлон Тэлбот
- Рэй Уайз — Детектив Бригс
- Том Тарантини — Детектив Сабатино
- Стив Том — Глен Форестер
- Лин Шэй — Мисис Хаутхорн
- Рэнс Ховард — Фрэд Крамб
- Джудсон Милс — Дарен Саммерс

## Производство
Оператором и продюсером картины выступил супруг Лесли-Энн Даун Дон Э. ФонтЛеРой.